# 莱安德鲁·弗雷拉镇
莱安德鲁·弗雷拉镇是巴西米纳斯吉拉斯州的一个市镇。总面积355.221平方公里，总人口2955人，人口密度8.3人/平方公里。